# Paramesotriton labiatus
Paramesotriton labiatus é uma espécie de anfíbio caudado pertencente à família Salamandridae. Endêmica da China.